# Газека
Газека е криптид, за който се предполага, че обитава Папуа Нова Гвинея.
Местните папуаси имат доста разкази за това същество, като те говорят за него от древни времена. За него светът разбира през XX век, като то било виждано от пътешественици по тези нови земи.
Газека според очевидци било високо около 2 метра и приличало на нещо средно между тапир и ленивец.